# Tord asteca
El tord asteca (Ridgwayia pinicola) és un ocell de la família dels túrdids (Turdidae) i única espècie del gènere Ridgwayia Stejneger, 1882.

## Hàbitat i distribució
Habita boscos de muntanya a Mèxic, des del sud de Chihuahua i oest de Coahuila, cap al sud, a través de Sinaloa, Durango, Nayarit, Jalisco, Michoacán, Guerrero, Districte Federal, Hidalgo i Puebla fins l’oest de Veracruz i centre d’Oaxaca.